# Weihers (Lindenberg im Allgäu)
Weihers ist ein Gemeindeteil der Stadt Lindenberg im Allgäu im bayerisch-schwäbischen Landkreis Lindau (Bodensee).

## Geographie
Das Dorf liegt circa zwei Kilometer östlich des Hauptorts Lindenberg und zählt zur Region Westallgäu. Südlich des Orts verläuft die Queralpenstraße B 308. Südlich von Weihers befindet sich der Findling östlich von Lindenberg.

## Ortsname
Der Ortsname leitet sich vom mittelhochdeutschen Wort wiher bzw. wiger ab, das wiederum vom lateinischen Vivarium für Weiher abstammt.

## Geschichte
Weihers wurde erstmals mit Hans Hueter zum Weyers im Jahr 1621 urkundlich erwähnt. 1769 fand die Vereinödung mit elf Teilnehmern in Weihers statt.